# Thorstrup Sogn
Thorstrup Sogn er et sogn i Varde Provsti (Ribe Stift).
I 1800-tallet var Horne Sogn anneks til Thorstrup Sogn. Begge sogne hørte til Øster Horne Herred i Ribe Amt. De udgjorde Thorstrup-Horne sognekommune, men senere blev hvert sogn en selvstændig sognekommune. Ved kommunalreformen i 1970 blev både Thorstrup og Horne indlemmet i Varde Kommune.
I Thorstrup Sogn ligger Thorstrup Kirke og herregården Nørholm.
I sognet findes følgende autoriserede stednavne:
- Firhøje (bebyggelse)
- Fredensberg (bebyggelse)
- Karlsgårde (bebyggelse)
- Linding (bebyggelse)
- Lindingbro (bebyggelse)
- Lykkebjerg (bebyggelse)
- Nørholm (ejerlav, landbrugsejendom)
- Olling (bebyggelse)
- Ovnbøl (bebyggelse, ejerlav)
- Sig (bebyggelse, ejerlav)
- Stokbæk (bebyggelse)
- Tange (bebyggelse, ejerlav)
- Tastrup (bebyggelse, ejerlav)
- Thorstrup (bebyggelse)
- Vagtborg (bebyggelse)
- Yderik (bebyggelse, ejerlav)

## Eksterne kilde/henvisninger
- Fil med information om sogne og kommuner
- Autoriserede stednavne i Danmark

55°40′47″N 8°34′15″Ø / 55.6797°N 8.5708°Ø